# Honda F1
Honda Racing F1 Team fou l'equip de la marca japonesa de motors Honda, després d'haver comprat el 100% de l'equip BAR de la British American Tobacco l'any 2005.

## Història
Honda va sorprendre a tothom participant en la categoria de la Fórmula 1 a l'any 1963, només tres anys després d'haver fabricat el seu primer cotxe de carrer. Van començar a treballar en el monoplaça l'any abans 1962, i li van posar el nom de RA271. Honda va ser un dels primers fabricants que van participar en la categoria que fins llavors només estava composta per equips europeus, mentre que tot l'equip d'Honda era japonès, tret dels dos pilots Ronnie Bucknum i Richie Ginther. Ja al segon any de participació van obtenir la primera victòria gràcies a Ginther al Gran Premi de Mèxic de 1965. La següent victòria de l'equip fou de la mà de John Surtees al Gran Premi d'Itàlia del 1967.

### Proveïdor de motors
Després que Honda abandonés la categoria, va tornar l'any 1983 però d'una manera de fer diferent. En lloc de competir com a equip, simplement proveïa motors a diversos equips. Entre aquests equips es trobaven Lotus, Spirit, McLaren, Tyrrell i Williams. Entre aquests equips van obtenir sis campionats de constructors, i cinc de pilots, abans de tornar a deixar la categoria.

### Participació amb British American Racing
Honda va tornar de nou l'any 2000, altra vegada com proveïdor de motors per l'equip BAR. A més a més, proporcionava motors a l'equip Jordan als anys 2001 i 2002. Finalment, Honda va voler tornar parcialment a la categoria i va comprar el 45% de l'equip BAR l'any 2004, quan van obtenir la segona plaça en el campionat de constructors.

### Honda Racing F1 Team (2006-2008)
Al setembre de 2005, Honda compra el 55% que li faltava de l'equip per tenir un equip propi a la competició. Arriben a un acord i la British American Tobacco, fins llavors propietària de l'equip segueix patrocinat l'equip. Finalment es decideix que l'equip s'anomeni Honda Racing F1 Team. A la Temporada 2006 de Fórmula 1, els seus resultats no van ser gaire bons, tot i que al Gran Premi d'Hongria del 2006 aconsegueixen una nova victòria en mans de Jenson Button, en un gran premi ple d'incidents. El 5 de desembre de 2008, Honda va anunciar la seva retirada de la Fórmula 1 a causa de la crisi econòmica mundial i el 6 de març de 2009, l'equip es va vendre a diversos membres de l'equip, inclòs el director tècnic Ross Brawn i altres quatre membres de l'equip (Nick Fry, Nigel Kerr, Caroline McGrory i John Marsden) i reanomenat Brawn GP Formula One Team.

### McLaren-Honda (2015-2017)
Des del 2015 fins al final de la temporada 2017, Honda fou el fabricant de motors de l'equip britànic McLaren Racing en un intent d'emular els èxits dels anys 1988-1991 on la col·laboració McLaren-Honda va dominar la Fórmula 1, però seriosos problemes de fiabilitat i potència van fer que McLaren es trobés sovint al final de la classificació, i Fernando Alonso va dir que tenia un motor GP2. L'equip va acabar novè al campionat de constructors. El 2016 mostra progressos: la fiabilitat va millorar, assoliren punts amb més regularitat i McLaren tornà al sisè lloc. El 2017 fou caòtic, ja que el bloc japonès baixà rendiment i fiabilitat i McLaren baixà al novè lloc i anuncià el final de la col·laboració amb Honda el 15 de setembre de 2017 al final de la temporada.

### Motoritzacions posteriors
Honda va motoritzar des de la temporada 2018-19 l'escuderia Scuderia Toro Rosso i en la temprada següent per la seva successora Scuderia AlphaTauri i també amb Red Bull Racing.